# ポスト分析哲学
ポスト分析哲学（ポストぶんせきてつがく、Postanalytic philosophy）とは、英語圏の現代哲学で主流派の位置を占めている分析哲学から離反した新しい動きを指す言葉である。ポスト分析哲学の源流は、現代のアメリカ哲学、特にリチャード・ローティ、ドナルド・デイヴィッドソン、ヒラリー・パトナム、W.V.O.クワインなどの仕事である。この動きは、現代アメリカのプラグマティズムというより大きな潮流と密接に関係しており、ルネ・デカルトに代表される近代の哲学者が求めた「客観的な真理」に執着しないことを大まかな特徴としている。ポスト分析哲学者は人間の思考、慣習（コンヴェンション）、功利性、社会革新の偶然性を強調している。
ポスト分析哲学はまた、自他共に認めるアメリカ合衆国のポストモダン・プラグマティスト哲学者リチャード・ローティによって「ポスト哲学（postphilosophy）」とも呼ばれている。その狙いは、啓蒙時代の哲学者が抱いていた哲学観は現代社会ではもはや失効しており、他のメディアにその役割を取って代わられたという点を強調することである。

## ポスト分析哲学について
ポスト分析哲学という言葉は漠然とした記述的意味で用いられており、具体的な哲学運動を指しているわけではない。多くのポスト分析哲学者は分析哲学に典型的なスタイルで書き、また扱うテーマも分析哲学で伝統的に論じられてきたものと異なるわけではない。ウェイン・ハドソンとウィン・ファン・レイエンが行ったインタビューにおいて、リチャード・ローティは次のように述べている。「分析哲学は、細部と技巧面を重視するという高度に専門的な方法を維持しながら、超越論的なプロジェクトだけを切り捨てることができる、と私は考えています。スタイルとしての分析哲学を批判しようとは思いません。事実、よいスタイルだと思っています。超専門主義の時代も有益だったのです」。
ローティのまとめによれば、ポスト分析哲学の本質的な目標とは、分析哲学やその方法に対する内在的な反対を示すことではなく、哲学を知識の最終形態と捉え他の知識の基礎づけを与えようとする究極の野望についてのみ否定することである。